# Championnat de Bulgarie de football 1996-1997
Navigation
Saison précédente Saison suivante
La saison 1996-1997 du Championnat de Bulgarie de football était la 73e édition du championnat de première division en Bulgarie. Les seize meilleurs clubs du pays se retrouvent au sein d'une poule unique, la Vissha Professionnal Football League, où ils s'affrontent deux fois, à domicile et à l'extérieur. À la fin de la saison, les trois derniers du classement sont relégués et remplacés par les trois meilleurs clubs de deuxième division.
Cette saison, c'est le FK CSKA Sofia qui s'impose en championnat, après avoir terminé en tête du classement final, avec 4 points d'avance sur le Naftex Burgas et 14 sur le tenant du titre, le PFC Slavia Sofia. C'est le 28e titre de champion de Bulgarie du CSKA, qui réussit le doublé en battant le PFK Levski Sofia en finale de la Coupe de Bulgarie.

## Les 16 clubs participants
| - PFK Levski Sofia - FK CSKA Sofia - Etar Veliko Tarnovo - PFK Spartak Pleven - Promu de D2 - PFC Minyor Pernik - Promu de D2 - PFC Slavia Sofia - Lokomotiv Plovdiv - Lokomotiv Sofia | - FK Spartak Varna - PFC Dobrudzha Dobrich - PFC Montana - Botev Plovdiv - FC Maritsa Plovdiv - Promu de D2 - Rakovski Ruse - Levski Kyustendil - Naftex Burgas |

## Compétition

### Classement
Le barème utilisé pour établir le classement est donc le suivant :
- Victoire : 3 points
- Match nul : 1 point
- Défaite : 0 point

| Rang | Équipe                | Pts | J  | G  | N  | P  | Bp | Bc  | Diff |
| ---- | --------------------- | --- | -- | -- | -- | -- | -- | --- | ---- |
| 1    | FK CSKA Sofia C       | 71  | 30 | 22 | 5  | 3  | 65 | 19  | +46  |
| 2    | Naftex Burgas         | 67  | 30 | 20 | 7  | 3  | 70 | 20  | +50  |
| 3    | PFC Slavia Sofia T    | 57  | 30 | 17 | 6  | 7  | 61 | 23  | +38  |
| 4    | PFK Levski Sofia      | 53  | 30 | 14 | 11 | 5  | 58 | 30  | +28  |
| 5    | Botev Plovdiv         | 45  | 30 | 14 | 3  | 13 | 41 | 41  | 0    |
| 6    | PFC Minyor Pernik P   | 44  | 30 | 12 | 8  | 10 | 28 | 35  | -7   |
| 7    | Lokomotiv Sofia       | 43  | 30 | 13 | 4  | 13 | 59 | 47  | +12  |
| 8    | Levski Kyustendil     | 42  | 30 | 13 | 3  | 14 | 51 | 52  | -1   |
| 9    | FK Spartak Varna      | 42  | 30 | 13 | 3  | 14 | 40 | 41  | -1   |
| 10   | Lokomotiv Plovdiv     | 41  | 30 | 12 | 5  | 13 | 38 | 41  | -3   |
| 11   | PFC Dobrudzha Dobrich | 39  | 30 | 11 | 6  | 13 | 44 | 48  | -4   |
| 12   | PFK Spartak Pleven P  | 39  | 30 | 12 | 3  | 15 | 35 | 46  | -11  |
| 13   | Etar Veliko Tarnovo   | 35  | 30 | 10 | 5  | 15 | 37 | 53  | -16  |
| 14   | FC Maritsa Plovdiv P  | 32  | 30 | 8  | 8  | 14 | 38 | 45  | -7   |
| 15   | PFC Montana           | 28  | 30 | 8  | 4  | 18 | 32 | 54  | -22  |
| 16   | Rakovski Ruse         | 1   | 30 | 0  | 1  | 29 | 8  | 110 | -102 |

|  | Qualification pour la Ligue des champions 1997-1998                                      |
|  | Qualification pour la Coupe des Coupes 1997-1998                                         |
|  | Qualification pour la Coupe UEFA 1997-1998                                               |
|  | Qualification pour la Coupe Intertoto 1997                                               |
|  | Relégation en deuxième division                                                          |
|  | T : Tenant du titre C : Vainqueur de la Coupe de Bulgarie P : Promu de deuxième division |

## Bilan de la saison
| Championnat de Bulgarie de football 1996-1997 |                           |
| Champion                                      | FK CSKA Sofia (28e titre) |
| Coupes et trophées                            |                           |
| Vainqueur de la Coupe de Bulgarie 1996-1997   | FK CSKA Sofia             |
| Qualifications continentales                  |                           |
| Ligue des champions 1997-1998                 | FK CSKA Sofia             |
| Coupe des Coupes 1997-1998                    | PFK Levski Sofia          |
| Coupe UEFA 1997-1998                          | Naftex Burgas             |
| Coupe Intertoto 1997                          | FK Spartak Varna          |
| Promotions et relégations                     |                           |
| Promus en Vissha PFL                          | Litex Lovetch             |
| Promus en Vissha PFL                          | Metalurg Pernik           |
| Promus en Vissha PFL                          | Olimpik Teteven           |
| Relégués en B PFL                             | FC Maritsa Plovdiv        |
| Relégués en B PFL                             | PFC Montana               |
| Relégués en B PFL                             | Rakovski Ruse             |